# Forte de Ponte de Alvito
O Forte de Ponte do Alvito, também referido como Conjunto Militar Forte e Bateria de Catraia, é um antigo complexo militar localizado na freguesia de Montes da Senhora, no Município de Proença-a-Nova, no Distrito de Castelo Branco em Portugal.

## História
Constitui um sítio arqueológico com vestígios de um antigo forte setecentista, erguido como parte integrante do sistema defensivo da região em 1762, no contexto da Guerra dos Sete Anos. Documentos militares mencionam a existência de sete estruturas defensivas na área da Ponte do Alvito e serra das Talhadas, à época. Esta cadeia montanhosa, que se estende desde Proença a Nisa, passando por Vila Velha de Ródão, era um entrave natural à progressão dos exércitos inimigos. A passagem era possível apenas nas Portas de Ródão, Alvaiade, Foz do Cobrão e Ponte do Alvito-Catraia, locais que, como Ponte do Alvito, foram fortificados.
Posteriormente, no contexto da Guerra Peninsular, a região foi atravessada pelas tropas de Jean-Andoche Junot. Os fortes e baterias foram reguarnecidos para fazer frente ao inimigo, mas, conforme a determinação do então Príncipe-Regente D. João, não ofereceram resistência.
O sítio foi pesquisado recentemente pelo arqueólogo Mário Monteiro, por iniciativa e com recursos da Câmara Municipal de Proença-a-Nova, no âmbito do desenvolvimento do projecto do "Centro de Interpretação de Fortes e Baterias Militares de Sobreira Formosa", que vai acolher os objectos encontrados, bem como toda a informação disponível sobre a origem, função e contextualização desse conjunto de fortes e baterias.
Entre o material encontrado, destacam-se moedas de 1752 (reinado de D. José I) e de 1797 (reinado de D. Maria I), balas de mosquete em chumbo, fivelas e fragmentos de cerâmica (cântaros, pratos e tigelas), seixos de xisto (que faziam de tampa dos cântaros), pregos e cravos diversos, pedaços de ferro e outros artefactos, que depois de restaurados irão integrar o Centro.
Em relação ao sítio, terminadas as escavações, e para evitar a erosão do tempo e destruição causada pela presença humana, o local foi coberto com material geotextil e terra.

## Características

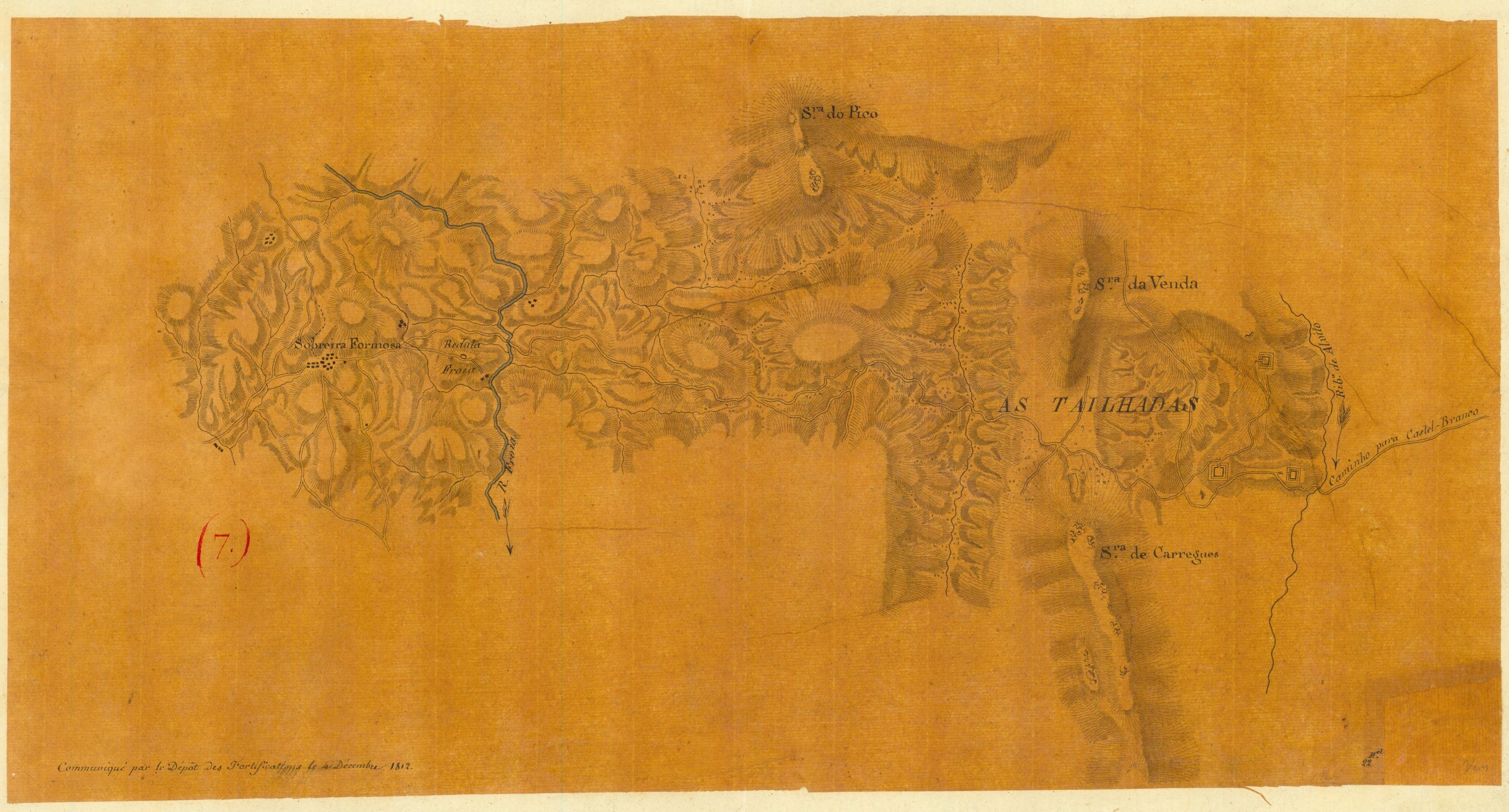
Ytinerario desde Sobreira Formosa hasta la rivera de Alvito Cno. de Cast. Branco

O forte apresenta planta no formato quadrangular, cercado por um muro de xisto e rocha quartzítica com 50 centímetros de espessura. Ao centro do espaço assim definido, abrem-se dois fossos, um mais profundo que o outro, que se acreditam serviriam possivelmente como locais de armazenagem de víveres e munições. Um deles é acedido por meio de escadas.
Possívelmente artilhado por três peças, os locais de duas encontram-se claramente identificados. O da possível terceira peça, a meio, foi atravessado por um caminho florestal, tendo sido descaracterizado pelas máquinas, que também descaracterizaram a entrada a Noroeste e o muro a Este, voltado para a Ponte do Alvito, caminho por onde surgiria o inimigo invasor.
Junto ao muro Norte da estrutura, ao abrigo dos ventos daquela direcção, encontram-se três locais, onde se acendiam as fogueiras.